# Jindřich Pintera
Jindřich Pintera (6. července 1915 Snovídky – 12. července 1943 Věznice Plötzensee) byl český odbojář z období druhé světové války popravený nacisty.

## Život
Jindřich Pintera se narodil 6. července 1915 ve Snovídkách nad vyškovsku v rodině Jakuba Pintery a Růženy za svobodna Müllerové. Vychodil měšťanskou a pokračovací školu a stal se obchodním příručím a prodavačem. V roce 1937 se oženil s krejčovou Miroslavou Malochovou. Po německé okupaci v březnu 1939 se zapojil do protinacistického odboje ve skupině organizované agentem sovětské zpravodajské služby GRU Radoslavem Seluckým. Za svou činnost byl zatčen 18. dubna 1941 gestapem. Vězněn byl v Brně, Praze a berlínské věznici Alt-Moabit. Ve dnech 11. a 12. listopadu proběhlo přelíčení s celou skupinou u berlínského Lidového soudu, během které byl Jindřich Pintera odsouzen k trestu smrti. Dne 12. července 1943 byl spolu s dalšími popraven gilotinou v berlínské věznici Plötzensee.

## Posmrtná ocenění
- Jindřichu Pinterovi byl in memoriam udělen Československý válečný kříž 1939